# Re di Sardegna
(Dino Punchu, I libri iurium della Republica di Genova, Roma, Ministero per i Beni Culturali, n°382 pag. 317)
Sono denominati re di Sardegna (in latino rex Sardiniae) i sovrani che si susseguirono al trono del Regno di Sardegna (Regnum Sardiniae et Corsicae fino al 1460), regno creato dal papa Bonifacio VIII il 4 aprile 1297 in attuazione del Trattato di Anagni del 24 giugno 1295. Con l'incoronazione a re di Sardegna di Giacomo II il Giusto, il pontefice intendeva porre fine al conflitto nato tra Angioini e Aragonesi per il controllo del Regno di Sicilia e conosciuto come guerra del Vespro.
Il titolo di re di Sardegna venne concesso dall'imperatore del Sacro Romano Impero, a Barisone I di Arborea e ad Enzo di Sardegna. Il primo non riuscì nell'intento di unificare l'isola sotto il suo dominio, nonostante anni di guerre contro gli altri Giudici sardi, e infine vi rinunciò in un trattato di pace con gli stessi nel 1172; il secondo non ne ebbe l'opportunità. Investito del titolo dal padre, l'imperatore Federico II, nel 1239, fu presto richiamato dal genitore e nominato vicario imperiale per l'Italia. Finì i suoi giorni, senza eredi diretti riconosciuti, dopo una detenzione di 23 anni in una prigione bolognese, nel 1272.

## Prima della fondazione del Regno

### Autoproclamatosi re di Sardegna

#### Casata sconosciuta
| Ritratto | Nome | Regno  | Regno | Note                                                                                 |
| Ritratto | Nome | Inizio | Fine  | Note                                                                                 |
| -------- | ---- | ------ | ----- | ------------------------------------------------------------------------------------ |
|          | Goda | 533    | 533   | Governatore vandalo di origine gotica della Sardegna, si autoproclamò re di Sardegna |

### Re nominali di concessione imperiale

#### De Thori-Lacon-Serra
| Ritratto | Nome                  | Regno  | Regno | Matrimoni                                                               | Note                  |
| Ritratto | Nome                  | Inizio | Fine  | Matrimoni                                                               | Note                  |
| -------- | --------------------- | ------ | ----- | ----------------------------------------------------------------------- | --------------------- |
|          | Barisone I (...-1186) | 1164   | 1165  | (1) Pellegrina de Lacon due figli e due figlie (2) Agalbursa de Cervera | Fu Giudice di Arborea |

#### Hohenstaufen
| Ritratto | Nome                      | Regno  | Regno         | Matrimoni                                    | Note                                                |
| Ritratto | Nome                      | Inizio | Fine          | Matrimoni                                    | Note                                                |
| -------- | ------------------------- | ------ | ------------- | -------------------------------------------- | --------------------------------------------------- |
|          | Enzo (1220-14 marzo 1272) | 1238   | 14 marzo 1272 | Adelasia di Torres nessun figlio (annullato) | Figlio di Federico II; fu Re di Torres e di Gallura |

### Re nominali per elezione da parte della Corona de Logu

#### Angiò
| Ritratto | Nome                           | Regno  | Regno | Matrimoni                               | Note                                                                   |
| Ritratto | Nome                           | Inizio | Fine  | Matrimoni                               | Note                                                                   |
| -------- | ------------------------------ | ------ | ----- | --------------------------------------- | ---------------------------------------------------------------------- |
|          | Filippo (1256-1º gennaio 1277) | 1269   | 1277  | Isabella di Villehardouin nessun figlio | Figlio secondogenito di Carlo I d'Angiò; fu re titolare di Tessalonica |

## Lista dei sovrani del Regno di Sardegna
Nell'arco della sua esistenza (dal 1297 al 1861) sul trono del regno si susseguirono 24 sovrani di sette differenti Dinastie.

### Aragona
| Ritratto | Nome                                                       | Regno           | Regno           | Matrimoni | Note                                                       | Nº |
| Ritratto | Nome                                                       | Inizio          | Fine            | Matrimoni | Note                                                       | Nº |
| -------- | ---------------------------------------------------------- | --------------- | --------------- | --- | ---------------------------------------------------------- | -- |
|          | Giacomo I il Giusto (10 agosto 1267-2 novembre 1327)       | 4 aprile 1297   | 2 novembre 1327 | (1) Isabella di Castiglia nessun figlio (2) Bianca di Napoli cinque figli e cinque figlie (3) Maria di Cipro nessun figlio (4) Elisenda di Montcada nessun figlio                 | Figlio di Pietro e Costanza; Giacomo II come Re di Aragona | 1  |
|          | Alfonso I il Benigno (gennaio 1299-27 gennaio 1336)        | 2 novembre 1327 | 27 gennaio 1336 | (1) Teresa di Entenza cinque figli e due figlie (2) Eleonora di Castiglia due figli                                                                                               | Figlio di Giacomo e Bianca; Alfonso IV come Re di Aragona  | 2  |
|          | Pietro I il Cerimonioso (5 settembre 1319-5 gennaio 1387)  | 27 gennaio 1336 | 5 gennaio 1387  | (1) Maria di Navarra un figlio e tre figlie (2) Eleonora del Portogallo nessun figlio (3) Eleonora di Sicilia tre figli e una figlia (4) Sibilla di Fortià due figli e una figlia | Figlio di Alfonso e Teresa; Pietro IV come Re di Aragona   | 3  |
|          | Giovanni I il Cacciatore (27 dicembre 1350-19 maggio 1396) | 5 gennaio 1387  | 19 maggio 1396  | (1) Marta di Armagnac tre figli e due figlie (2) Iolanda di Bar tre figli e tre o quattro figlie                                                                                  | Figlio di Pietro ed Eleonora; Re di Aragona                | 4  |
|          | Martino I l'Umano (29 luglio 1356-31 maggio 1410)          | 19 maggio 1396  | 31 maggio 1410  | (1) Maria de Luna tre figli e una figlia (2) Margherita di Prades nessun figlio                                                                                                   | Figlio di Pietro ed Eleonora; Re di Aragona                | 5  |

### Trastámara di Aragona
| Ritratto | Nome                                                                  | Regno          | Regno              | Matrimoni                                                                                 | Note                                               | Nº |
| Ritratto | Nome                                                                  | Inizio         | Fine               | Matrimoni                                                                                 | Note                                               | Nº |
| -------- | --------------------------------------------------------------------- | -------------- | ------------------ | ----------------------------------------------------------------------------------------- | -------------------------------------------------- | -- |
|          | Ferdinando I il Giusto (2 novembre 1380-2 aprile 1416)                | 28 giugno 1412 | 2 aprile 1416      | Eleonora d'Alburquerque cinque figli e due figlie                                         | Nipote di Martino; Re di Aragona                   | 6  |
|          | Alfonso II il Magnanimo o il Saggio o il Giusto (1394-27 giugno 1458) | 2 aprile 1416  | 27 giugno 1458     | Maria di Trastámara nessun figlio                                                         | Figlio di Ferdinando; Alfonso V come Re di Aragona | 7  |
|          | Giovanni II (29 giugno 1397/98-19/20 gennaio 1479)                    | 27 giugno 1458 | 19/20 gennaio 1479 | (1) Bianca di Navarra due figli e due figlie (2) Giovanna Enríquez un figlio e tre figlie | Figlio di Ferdinando; Re di Aragona                | 8  |

### Trastámara di Spagna
| Ritratto | Nome                                                       | Regno              | Regno           | Matrimoni                                                                          | Note | Nº |
| Ritratto | Nome                                                       | Inizio             | Fine            | Matrimoni                                                                          | Note | Nº |
| -------- | ---------------------------------------------------------- | ------------------ | --------------- | ---------------------------------------------------------------------------------- | --- | -- |
|          | Ferdinando II il Cattolico (10 marzo 1452-23 gennaio 1516) | 19/20 gennaio 1479 | 23 gennaio 1516 | (1) Isabella di Castiglia un figlio e quattro figlie (2) Germana de Foix un figlio | Figlio di Giovanni e Giovanna; Re di Aragona; Ferdinando V come Re consorte di Castiglia. Considerato il primo sovrano di Spagna assieme alla moglie. | 9  |
|          | Giovanna I la Pazza (6 novembre 1479-12 aprile 1555)       | 23 gennaio 1516    | 12 aprile 1555  | Filippo I di Castiglia due figli e quattro figlie                                  | Figlia di Ferdinando; Regina di Castiglia e Aragona; regnò solo nominalmente, senza mai detenere un effettivo potere                                  | -  |

### Asburgo di Spagna
| Ritratto | Nome                                          | Regno             | Regno                         | Matrimoni | Note                                                             | Nº |
| Ritratto | Nome                                          | Inizio            | Fine                          | Matrimoni | Note                                                             | Nº |
| -------- | --------------------------------------------- | ----------------- | ----------------------------- | --- | ---------------------------------------------------------------- | -- |
|          | Carlo I (24 febbraio 1500-21 settembre 1558)  | 25 gennaio 1516   | 16 gennaio 1556 (abdicazione) | Isabella del Portogallo tre figli e due figlie | Figlio di Giovanna; Carlo V come Imperatore; Re di Spagna        | 10 |
|          | Filippo I (21 maggio 1527-13 settembre 1598)  | 16 gennaio 1556   | 13 settembre 1598             | (1) Maria Emanuela del Portogallo un figlio (2) Maria I d'Inghilterra due figli (3) Elisabetta di Valois cinque figlie (4) Anna d'Austria quattro figli e una figlia | primogenito di Carlo V; Filippo II come Re di Spagna             | 11 |
|          | Filippo II (14 aprile 1578-31 marzo 1621)     | 13 settembre 1598 | 31 marzo 1621                 | Margherita d'Austria-Stiria quattro figli e quattro figlie | quartogenito di Filippo II e Anna; Filippo III come Re di Spagna | 12 |
|          | Filippo III (8 aprile 1605-17 settembre 1665) | 31 marzo 1621     | 17 settembre 1665             | (1) Elisabetta di Francia un figlio e sei figlie (2) Maria Anna d'Austria tre figli e due figlie                                                                     | primogenito maschio di Filippo III; Filippo IV come Re di Spagna | 13 |
|          | Carlo II (6 novembre 1661-1º novembre 1700)   | 17 settembre 1665 | 1º novembre 1700              | (1) Maria Luisa d'Orléans nessun figlio (2) Maria Anna del Palatinato-Neuburg nessun figlio                                                                          | terzo figlio maschio di Filippo IV e Maria Anna; Re di Spagna    | 14 |

### Borbone di Spagna
| Ritratto | Nome                                        | Regno            | Regno          | Matrimoni                                                                                 | Note                                                                                            | Nº |
| Ritratto | Nome                                        | Inizio           | Fine           | Matrimoni                                                                                 | Note                                                                                            | Nº |
| -------- | ------------------------------------------- | ---------------- | -------------- | ----------------------------------------------------------------------------------------- | ----------------------------------------------------------------------------------------------- | -- |
|          | Filippo IV (19 dicembre 1683-9 luglio 1746) | 16 novembre 1700 | 11 aprile 1713 | (1) Maria Luisa di Savoia quattro figli (2) Elisabetta Farnese quattro figli e tre figlie | Nipote di Luigi XIV e di sua moglie Maria Teresa, sorella di Carlo; Filippo V come Re di Spagna | 15 |

### Asburgo d'Austria
| Ritratto | Nome                                        | Regno          | Regno            | Matrimoni                                                            | Note                     | Nº |
| Ritratto | Nome                                        | Inizio         | Fine             | Matrimoni                                                            | Note                     | Nº |
| -------- | ------------------------------------------- | -------------- | ---------------- | -------------------------------------------------------------------- | ------------------------ | -- |
|          | Carlo III (1º ottobre 1685-20 ottobre 1740) | 11 aprile 1713 | 20 febbraio 1720 | Elisabetta Cristina di Brunswick-Wolfenbüttel un figlio e tre figlie | Carlo VI come Imperatore | 16 |

### Savoia
| Ritratto | Nome                                                 | Regno            | Regno            | Matrimoni | Note                                                              | Nº |
| Ritratto | Nome                                                 | Inizio           | Fine             | Matrimoni | Note                                                              | Nº |
| -------- | ---------------------------------------------------- | ---------------- | ---------------- | --- | ----------------------------------------------------------------- | -- |
|          | Vittorio Amedeo II (14 maggio 1666-31 ottobre 1732)  | 20 febbraio 1720 | 3 settembre 1730 | Anna Maria d'Orléans tre figli e tre figlie | Duca di Savoia; decise di abdicare                                | 17 |
|          | Carlo Emanuele III (27 aprile 1701-20 febbraio 1773) | 3 settembre 1730 | 20 febbraio 1773 | (1) Anna Cristina del Palatinato-Sulzbach un figlio (2) Polissena d'Assia-Rheinfels-Rotenburg tre figli e tre figlie (3) Elisabetta Teresa di Lorena due figli e una figlia | Secondogenito di Vittorio Amedeo; Duca di Savoia;                 | 18 |
|          | Vittorio Amedeo III (26 giugno 1726-16 ottobre 1796) | 20 febbraio 1773 | 16 ottobre 1796  | Maria Antonietta di Spagna sei figli e sei figlie | Figlio di Carlo Emanuele e Polissena; Duca di Savoia;             | 19 |
|          | Carlo Emanuele IV (24 maggio 1751-6 ottobre 1819)    | 16 ottobre 1796  | 4 giugno 1802    | Maria Clotilde di Francia nessun figlio | Figlio di Vittorio Amedeo III; Duca di Savoia; decise di abdicare | 20 |
|          | Vittorio Emanuele I (24 luglio 1759-10 gennaio 1824) | 4 giugno 1802    | 13 marzo 1821    | Maria Teresa d'Austria-Este un figlio e quattro figlie | Figlio di Vittorio Amedeo III; Duca di Savoia; decise di abdicare | 21 |
|          | Carlo Felice (6 aprile 1765-27 aprile 1831)          | 13 marzo 1821    | 27 aprile 1831   | Maria Cristina di Borbone-Due Sicilie nessun figlio | Figlio di Vittorio Amedeo III; Duca di Savoia                     | 22 |

### Savoia-Carignano
| Ritratto | Nome                                                | Regno          | Regno         | Matrimoni                                       | Note | Nº |
| Ritratto | Nome                                                | Inizio         | Fine          | Matrimoni                                       | Note | Nº |
| -------- | --------------------------------------------------- | -------------- | ------------- | ----------------------------------------------- | --- | -- |
|          | Carlo Alberto (2 ottobre 1798-28 luglio 1849)       | 27 aprile 1831 | 24 marzo 1849 | Maria Teresa di Toscana due figli e una figlia  | Discendente di un ramo cadetto dei Savoia; Duca di Savoia; decise di abdicare                                    | 23 |
|          | Vittorio Emanuele II (14 marzo 1820-9 gennaio 1878) | 24 marzo 1849  | 17 marzo 1861 | Maria Adelaide d'Austria sei figli e due figlie | Primogenito di Carlo Alberto; Duca di Savoia; divenne Re d'Italia nel 1861, mantenendo comunque gli altri titoli | 24 |